# Zottegemse Grand Cru
Zottegemse Grand Cru is een Belgisch bier. Het wordt gebrouwen in Brouwerij Strubbe te Ichtegem in opdracht van Brouwerij Crombé te Zottegem.

## Het bier
Zottegemse Grand Cru is een amberkleurige tripel met een alcoholpercentage van 8,4%. Op het etiket staan Lamoraal van Egmont, de toren van de Zottegemse Onze-Lieve-Vrouw-Hemelvaartkerk en het vroegere Zottegemse wapenschild afgebeeld.

## Etiketbier
Zottegemse Grand Cru is het moederbier van Pee Klak Grand Cru. De naam van dit etiketbier verwijst naar Pee Klak, een volksfiguur uit Moorsel.